# Olibrus demarzoi
Olibrus demarzoi is een keversoort uit de familie glanzende bloemkevers (Phalacridae). De wetenschappelijke naam van de soort werd in 1996 gepubliceerd door Švec & Angelini.